# Індакатерол/мометазон
Індакатерол/мометазон, що продається під торговою маркою Atectura Breezhaler, серед інших, є інгаляційним комбінованим препаратом із фіксованою дозою для лікування астми у дорослих та підлітків віком від дванадцяти років і старше, які не мають належного контролю за допомогою інгаляційних кортикостероїдів та інгаляційних бета- 2 агоністів короткої дії.

## Побічна дія
Найпоширеніші побічні ефекти включають погіршення астми та назофарингіту (запалення в носі та горлі). Інші поширені побічні ефекти включають інфекції верхніх дихальних шляхів (інфекції носа та горла) та головний біль. Індакатерол/мометазон був схвалений для медичного використання в Європейському Союзі в травні 2020 року, а в Японії — у червні 2020 року.